# فرضية استنتاجية

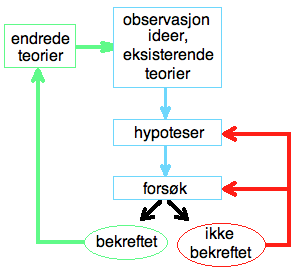

نموذج الفرضية الاستنتاجية أو الطريقة الفرضية الاستنتاجية هو وصف افتراضي للمنهج العلمي. وفقًا لهذا النموذج، فإن البحث العلمي يتقدّم من خلال صياغة فرضية يمكن شكليًا تخطئتها من خلال اختبار يعتمد على بيانات يمكن ملاحظتها. ويعد الاختبار إذا ما سار عكس التوقعات للفرضية دليلاً على قابلية دحض الفرضية، أما إذا سار الاختبار مع التوقعات للفرضية أثبت ذلك صحة النظرية. ثم تدقق نواتج الاختبار، وتُقارن مع الفرضيات المضادة من خلال اختبار صارم، لاستبيان مدة توافق الفرضية مع التوقعات.

## مثال
أحد الأمثلة لبيان منطقي لطريقة الفرضية الاستنتاجية على النحو التالي:
1. استخدام خبراتك: حدد المشكلة، وحاول إدراكها. إجمع البيانات وإبحث عن تفسيرات سابقة. إذا كانت المشكلة جديدة، لم تجد لها تفسيرًا سابقًا، انتقل إلى الخطوة 2.
2. تخمين فرضية: إذا لم يكن أي شيء آخر معروفًا بعد، حاول أن تُصيغ تفسير، لشخص آخر، أو في مذكرتك.
3. استنتاج توقعات للفرضية: مفترضًا أن الخطوة 2 صحيحة، فكّر ما العواقب؟
4. الاختبار (أو التجربة): ابحث عن دليل (ملاحظات) تتعارض مع هذه التوقعات من أجل دحض الخطوة 2.
سيكون خطأ منطقي إذا توجّهت إلى الخطوة 3 مباشرة لإثبات الخطوة 2. هذه المغالطة المنهجية تسمى بتوثيق النواتج.
أحد التتابعات المحتملة لهذا النموذج سيكون الخطوات 1، 2، 3، 4. إذا كان الناتج في الخطوة 4 مُعلّقًا، وإذا كانت الخطوة 3 لم تّدحض بعد، يمكن مواصلة الخطوات 3، 4، 1، وهكذا دواليك؛ ولكن إذا كانت نتيجة الخطوة 4 تُظهر أن الخطوة 3 ستكون خاطئة، سوف تضطر إلى العودة إلى الخطوة 2، وتحاول اختراع الخطوة 2 جديدة، واستنتج الخطوة 3 جديدة، وإبحث عن الخطوة 4، وهكذا دواليك .
يلاحظ أن هذه الطريقة لا يمكنها أبدًا على الإطلاق تأكيد (إثبات صحة) الخطوة 2. يمكنها فقط دحض الخطوة 2. (هذا ما قصده ألبرت أينشتاين عندما قال «لا قدر معين من التجربة يمكنه أبدًا أن يثبت صحتي؛ ولكن تجربة وحيدة بإمكانها إثبات خطأي.»)